# Roberto Martínez Lacayo
Roberto Martínez Lacayo (* 18. Dezember 1899; † 16. Februar 1984 in Managua) war von 1970 bis zum 1. Mai 1974 Verteidigungsminister von Nicaragua.

## Leben
Roberto Martínez Lacayo war mit Dolores Abaunza Espinoza verheiratet.
Sein Sohn war Roberto Martínez Abaúnza. Roberto Martínez Lacayo war Mitglied der Partido Liberal Nacionalista und der Guardia Nacional de Nicaragua. Er war seit 1936 ein Vertrauter von Anastasio Somoza García und vorab über dessen Putschpläne gegen Juan Bautista Sacasa informiert.
1956 war Roberto Martínez Lacayo beim Generationswechsel des Somoza-Clans Oberbefehlshaber der nicaraguanischen Armee. 1972 war Roberto Martínez Lacayo Verteidigungsminister; bei der Guardia Nacional hatte er den Rang eines Generals erreicht.
Vom 1. Mai 1974 bis 1. Dezember 1974 waren Roberto Martínez Lacayo und Alfonso Lovo Cordero Mitglieder einer Regierungsjunta, der nacheinander auch die Mitglieder der Partido Conservador Republicano
Fernando Bernabé Agüero Rocha und Edmundo Paguaga Irías angehörten.